# Zarzuela del Monte
Zarzuela del Monte – gmina w Hiszpanii, w prowincji Segowia, w Kastylii i León, o powierzchni 28,38 km². W 2011 roku gmina liczyła 583 mieszkańców.